# Тенгельгордський камінь

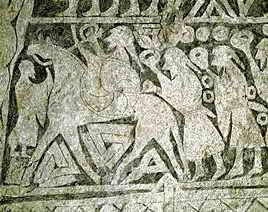
Тенгельгордський камінь

Тенгельгордський камінь — картинний камінь епохи вікінгів в Тенгельгорді, прихід Лербру Готланд Швеція . Камінь зображує сцену воїнів з кільцями, один з яких на коні, під яким зображений валкнут.